# Mitsubishi 2MR8
L'Avion de reconnaissance type 92 (japonais : 九二式偵察機) (désignation de l'entreprise : 2MR8) est un avion de reconnaissance japonais de courte portée conçu par Mitsubishi pour le service aérien de l'Armée impériale japonaise.

## Développement
En 1930, Mitsubishi développe deux designs pour répondre à la commande de l'armée japonaise pour un avion de reconnaissance de courte portée en plus du Kawasaki Type 88, plus gros et de plus longue portée. Ces deux modèles sont le 2MR7, un biplan basé sur le 2MR et le B2M, un bombardier-torpilleur développés pour la Marine impériale japonaise et le 2MR8, un monoplan a aile parasol.
Le premier des quatre prototypes vole pour la première fois le 28 mars 1931, propulsé par un moteur en étoile Mitsubishi A2 de 239 kW (325 ch). Les prototypes suivants ont des moteurs plus puissants, une plus petite surface alaire et un fuselage plus court. Le quatrième est accepté par l'Armée japonaise et mis en service sous le nom d'Avion de reconnaissance type 92.
La production s'arrête en 1934, 230 avions de série ont alors été produits. Il s'agit alors du premier avion militaire à entrer en service et à utiliser un moteur conçu et construit au Japon.
À la demande du Ministère des chemins de fer pour un avion d'étude, Mitsubishi développe une version civile du Type 92, l'avion d'étude Hato. Un seul exemplaire est commandé, en 1935, avec un Fokker Super Universal construit par Nakajima.

## Conception
Les Type 92 de série ont des trains d'atterrissage fixes et sont propulsés par un Mitsubishi A5 en étoile de 354 kW (481 ch). Il transporte un équipage de deux personnes dans des cockpits ouverts et est armé de deux mitrailleuses de 7,7 mm à l'avant et une ou deux mitrailleuses sur une monture pour l'observateur.
Le Hato est propulsé par un A5 de 298 kW (405 ch), il a une verrière sur le cockpit de l'observateur. Il est livré en mars 1936 et enregistré sous le code J-AARA.

## Histoire opérationnelle
Le Type 92 fut en service actif en Mandchourie dans les bataillons aériens (plus tard transformés en escadrilles) de la composante aérienne de l'Armée japonaise du Guandong entre 1933 et 1936.
Il est aussi utilisé par l'Armée de l'air Chinoise au début de la seconde guerre sino-japonaise.

## Utilisateurs
- République de Chine : l'armée de l'air du Guangxi en achète deux en septembre 1934 puis elle en commande d'autres en 1935[4].
- Empire du Japon